# Filthy Animals
Palmarès
Veuillez consulter la section détaillée ci-dessous...
Les Filthy Animals (littéralement les « animaux crasseux ») est une ancienne équipe de catch professionnel qui travailla à la World Championship Wrestling (WCW) de 1999 à 2001. Elle fut créée à la suite d'une rivalité contre l'équipe Revolution, alors composée de Chris Benoit, Dean Malenko, Shane Douglas et Perry Saturn.

## Histoire
Les Filthy Animals ont toujours joué le rôle de tweeners, mais n'hésitaient pas à se comporter en faces ou heels à l'occasion. Par exemple, ils volaient les portefeuilles de catcheurs plus âgés ou se moquaient d'eux. Une fois, ils entrèrent par effraction dans le vestiaire de Ric Flair et lui volèrent son célèbre costume d'entrée qu'ils utilisèrent pour se moquer de lui en imitant ses diverses attitudes. Malgré cela, ils devinrent célèbres notamment grâce à un style rebelle similaire à celui de D-Generation X et à un style de combat en équipe très inventif. Cependant, l'équipe fut dissoute lorsque la WCW fut vendue.
En 2000, les Filthy Animals expulsèrent Glenn Gilberti qui se comportait trop comme un heel et qui fut notamment responsable de leur défaite au WCW World Tag Team Championship lors d'un show de WCW Monday Nitro.
Lorsque la WCW fut vendue, certains membres se retrouvèrent dans la même équipe, comme Rey Mysterio et Billy Kidman.
Le groupe a également commercialisé un album reprenant les différents thèmes musicaux qu'ils utilisèrent. Ce sont les membres de l'équipe qui rappent.

## Membres
- 1er incarnation (Faces) : 
  - Activité : 1999
  - Membres : Konnan, Rey Mysterio, Billy Kidman, Eddie Guerrero, et Torrie Wilson (valet)

- 2e incarnation (Heels) : 
  - Activité : 2000
  - Membres : Konnan, Rey Mysterio, Juventud Guerrera, Disqo, Billy Kidman, et Tygress (valet)

- 3e incarnation (Faces) : 
  - Activité : 2001
  - Membres : Konnan, Rey Mysterio, Billy Kidman, et Tygress (valet)

## Palmarès
- World Championship Wrestling
  - 1 fois WCW World Television Championship - Konnan[1]
  - 4 fois WCW Cruiserweight Championship - Rey Mysterio (2), Kidman (1) et Gilberti (1)[2]
  - 1 fois WCW Cruiserweight Tag Team Championship - Rey Mysterio et Kidman[3]
  - 4 fois WCW World Tag Team Championship - Rey Mysterio et Kidman (1), Konnan et Rey Mysterio (1), Rey Mysterio et Juventud Guerrera (1) et Konnan et Kidman (1)[4]